# TSR Olympia Wilhelmshaven
Fussball Club Olympia 09 Wilhelmshaven e.V. foi uma agremiação alemã, fundada em 1947, sediada em Wilhelmshaven, na Baixa Saxônia.

## História
Após uma primeira fusão, anulada ao fim de oito anos (1992-2000), pelas autoridades federais, a seção de futebol do TSR Olympia se uniu, em 2009, ao WSSW Wilhelmshaven para formar o FC Olympia 09. O nome advem da marca de material de escritório "Olympia", que depois da Segunda Guerra Mundial, foi aberta na localidade.
Além do futebol, o clube dispõe de um departamento de atletismo bastante reputado, além de futebol americano, tênis de mesa e triatlo.
Em 1945, a agremiação foi dissolvido pelas tropas aliadas de ocupação, como todas as associações, incluindo as esportivas, de acordo com um processo de desnazificação. Dois anos depois foi criado um clube desportivo intitulado TSR Olympia Wilhelmshaven.
Na temporada 1947-1948, a Landesliga Niedersachsen representava a mais alta liga local, que compreendia cinco grupos: Braunschweig, Bremen, Hannover, Hildesheim, e Osnabrück. Na temporada seguinte, o grupo Osnabrück foi renomeado Weser-Ems. O TSR Olympia Wilhelmshaven passou a integrar esse grupo e terminou em segundo, atrás do VfB Oldenburg.
A partir de 1949, o mais alto nível regional tomou o nome de Amateuroberliga Niedersachsen, dividida em dois grupos, o leste e o oeste. A divisão era diretamente inferior à Oberliga Nord, que funcionou de 1947 a 1963, uma das cinco de nível 1 criadas dois anos antes pela DFB, a Federação Alemã de Futebol. O TSR Olympia foi inserido na Amateuroberliga Niedersachsen, Grupo Oeste, a qual conquistou em 1956. Contudo, a equipe não alcançou o acesso ao capitular na fase final, a de play-offs. Permanecendo nessa lista, o clube ganhou um novo título em 1964, mas novamente pereceu na fase final.
Em 1963, a sua divisão se torna o terceiro módulo por conta da criação da Bundesliga, o primeiro, e a instauração da Regionalliga, como segundo nível. Hoje é o quarto. Na temporada 1964-1965, a Amateuroberliga Niedersachsen foi transformada em uma única série, mas permaneceu como uma liga de nível 3.
O Olympia Wilhelmshaven passa a integrar o pelotão de frente da série. Em 1969, apesar de um quarto lugar final, consegue o acesso à fase final. O fato ocorreu por conta da presença de duas equipes reservas do Hannover 96 e do Arminia Bielefeld, classificadas respectivamente em segundo e terceiro lugar não poderem por regra subir para o nível 2. O TSR Olympia passou bem pela fase final e ascendeu à Regionalliga Nord (II).
Após ter assegurado sua permanência na primeira temporada, o time ainda realizou campanhas de bom nível, quase chegando à 2. Bundesliga, Grupo Nord, instaurada em 1974, como a nova segunda divisão. Contudo, posteriormente, o clube terminou rebaixado à Oberliga Nord, ao ao ficar na décima-sétima posição entre vinte participantes e a dois pontos do SpVgg Erkenschwick. 
A região norte e a de Berlin-Ouest foram as únicas a instaurar uma liga unificada de terceiro nível em 1974. As outras regiões o fariam apenas em 1978. A equipe jogou cinco temporadas antes de sofrer novo descenso, dessa vez à Verbandsliga Niedersachsen (IV).
Depois de um período de transição, o TSR Olympia ganhou o direito de voltar à Oberliga Nord ao fim da temporada 1981-1982. O ciclo no terceiro nível dura seis temporadas até o time descer à Verbandsliga Niedersachsen. Um ano após o descenso, o clube despenca para a quinta divisão, a Landesliga Niedersachsen West. Em seguida, o TSR Olympia Wilhelmshaven regressa às ligas inferiores de sua região.

### Fusão anulada após 8 anos
Em 1992, o TSR Olympia Wilhelmshaven e o SV Wilhelmshaven 92 uniram seus departamentos de futebol por razões financeiras. O Olympia renunciou a participar da Kreisliga. Em 1993, a equipe de futebol recém-formada toma o nome de SV Wilhelmshaven.
A mudança de nome não foi jamais oficializada. o SV Wilhelmshaven 92 chega à Regionalliga Nord (III) se mantendo por seis temporadas.
Em 2000, após um longo processo de apelação, a DFB, Federação Alemã de Futebol, recusa e anula a fusão. Portanto, seria restaurado o SV Wilhelmshaven 92 contendo muitas dívidas. A união havia concedido à equipe um lugar na Regionalliga. Após a temporada 2000-[2001]], o Wilhelmshaven 92 não recebeu mais a permissão para disputá-la e foi obrigado a descer à Oberliga Bremen/Niedersachsen (IV). O clube prosseguiu nas suas atividades e evoluiu na mesma temporada para a Regionalliga Nord, que se tornara o nível quatro a partir da criação da 3. liga.

### Nova fusão
Nesse ínterim, o TSR Olympia Wilhelmshaven relançara seu departamento de futebol. Para a temporada 2009-2010, o time se associou ao WSSW Wilhelmshaven para formar o FC Olympia 09 Wilhelmshaven.